# Dhyan Chand
Pour les articles homonymes, voir Chand.

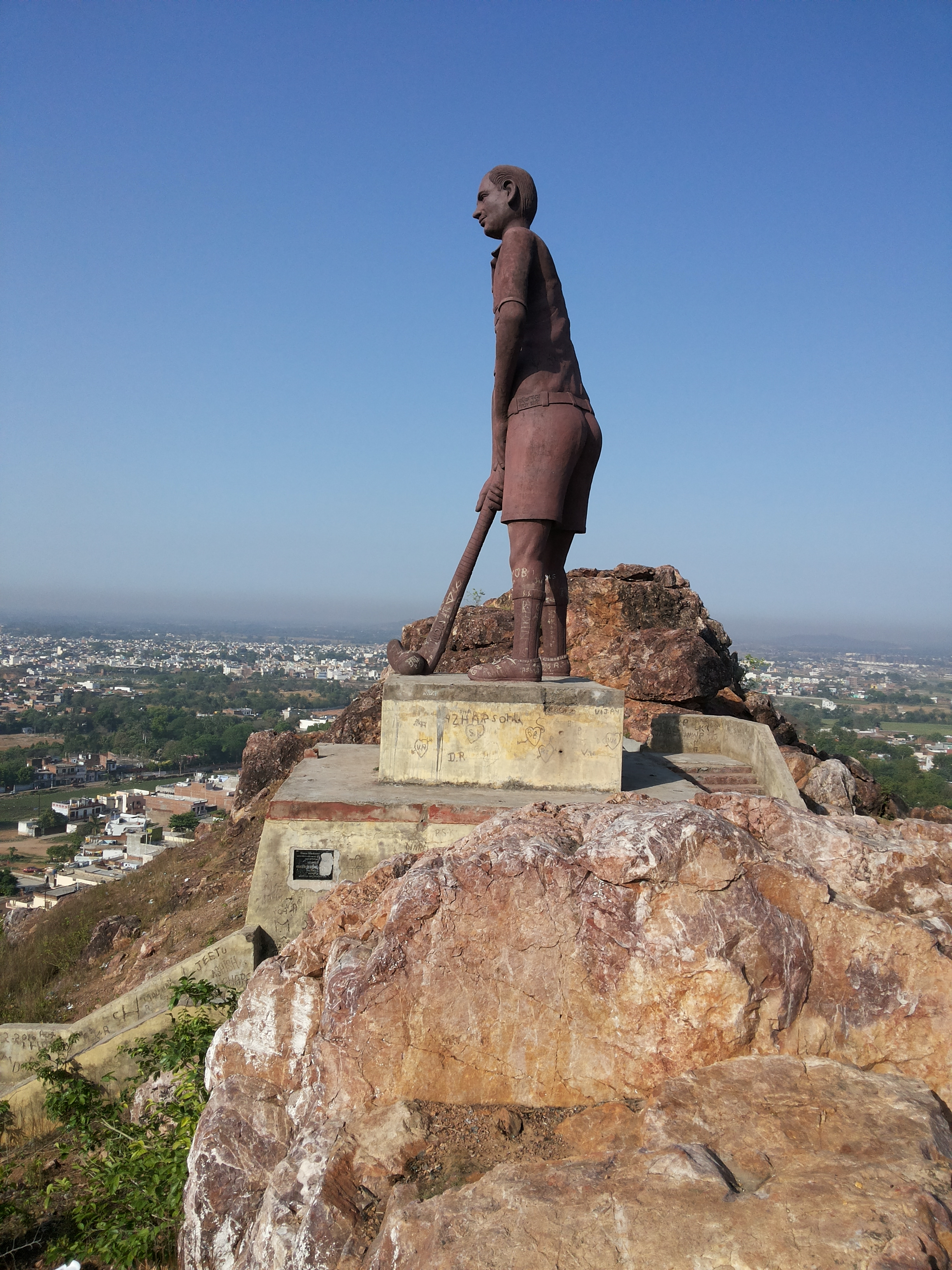
Une statue de Dhyan Chand.

Dhyan Chand Singh, né le 29 août 1905 à Allâhâbâd et décédé le 3 décembre 1979 à New Delhi, est un joueur de hockey sur gazon indien.

## Biographie
Ce joueur, considéré dans son pays comme le plus grand sportif indien de tous les temps, a appris à jouer au hockey dans la rue avec un bâton. Il rejoint l'armée à l'âge de 16 ans et il y perfectionna sa technique. Avec un style unique, il a marqué plus de 570 buts tout au long de sa carrière, ce qui lui vaut le surnom de « magicien ». International indien de 1926 à 1948, il gagna trois médailles d'or olympiques avec son pays en 1928, en 1932 et en 1936. En 1936, Adolf Hitler tomba sous le charme de ce joueur et il lui proposa la nationalité allemande.
Lorsqu’il a cessé de pratiquer le hockey au plus haut niveau, il est devenu entraîneur.

## Palmarès

### Jeux olympiques d'été
- Jeux olympiques d'été de 1928 à Amsterdam ( Pays-Bas)
  -  Médaille d'or en hockey sur gazon
- Jeux olympiques d'été de 1932 à Los Angeles ( États-Unis)
  -  Médaille d'or en hockey sur gazon
- Jeux olympiques d'été de 1936 à Berlin ( Reich allemand)
  -  Médaille d'or en hockey sur gazon